# Ernest William Gibson
Ernest William Gibson, född 6 mars 1901 i Brattleboro, Vermont, död 4 november 1969 i Brattleboro, Vermont, var en amerikansk republikansk politiker och jurist. Han representerade delstaten Vermont i USA:s senat 1940–1941. Han var guvernör i Vermont 1947–1950.
Gibson utexaminerades 1923 från Norwich University. Han avlade sedan juristexamen vid George Washington University. Gibson inledde 1927 sin karriär som advokat i Brattleboro. Han var åklagare i Windham County 1929–1933.
Fadern Ernest Willard Gibson var senator för Vermont 1933–1940. Fadern avled 1940 i ämbetet och Ernest William Gibson blev utnämnd till senaten. Han efterträddes 1941 av George Aiken.
Gibson efterträdde 1947 Mortimer R. Proctor som guvernör i Vermont. Han avgick för att tillträda som domare i en federal domstol och efterträddes som guvernör av Harold J. Arthur. Gibson tjänstgjorde sedan som domare fram till sin död.
Gibson var anglikan och frimurare. Han gravsattes på Morningside Cemetery i Brattleboro.